# Lézio Sathler
Lézio Gomes Sathler (Lajinha, 2 de setembro de 1951) é um político brasileiro. Exerceu o mandato de deputado federal constituinte em 1987.
Nasceu no dia 2 de setembro de 1951 em Lajinha, município de Minas Gerais, com cerca de 20.000 habitantes pelo Censo do IBGE/2010, mas grande parte da sua vida foi residente em Colatina no Espírito Santo, local onde realizou suas formações e sua carreira profissional e política. Filho de Maria Gomes e Paulo de Oliveira, marido de Maria Sathler, com quem teve dois filhos.
Trabalhou como professor durante 8 anos (1973 a 1981) em Espírito Santo na Sociedade Educacional da cidade de Colatina, neste período como educador, em 1976 passou a fazer parte do partido de resistência ao regime militar de 1964, conhecido como MDB ( Movimento Democrático Brasileiro), que foi criado em abril no ano de início da ditadura no Brasil. Em novembro de 1979, o fim do bipartidarismo e a reestruturação partidária, fez com que ingressasse no PMDB ( Partido do Movimento Democrático Brasileiro) no ano de 1980. Finalizou o curso de administração de empresas na Universidade de Educação de Colatina na época de 1982, mesmo ano em que entrou na disputa para assumir a função de prefeito de Colatina, mas não conseguiu se eleger.
Logo em seguida decidiu começar a fazer o curso de direito, na Faculdade de Direito da cidade, formando em 1986. Por meio de recomendação do governador Gérson Camada, assumiu o cargo de diretor- geral do Detran ( Departamento Estadual de Trânsito) de Vitória - ES, com o propósito de gerar durante sua posição diversos projetos, nos quais o tornaram conhecido na população, dentre eles o " Detran sobre Rodas".
Em 1987 foi integrante de diversas comissões, dentre elas a Subcomissão de Orçamento e a Fiscalização Financeira, nas quais fazem parte da Comissão do Sistema Tributário, além de ser suplente na Submissão da Questão Urbana e Transporte, que fazia parte da Comissão de Ordem Econômica. Foi eleito por meio da legenda peemedebista no ano de 1986 deputado federal constituinte, exercendo seu mandato no ano seguinte, no começo de 1987, junto com o início da Assembléia Nacional Constituinte.
Se pronunciava a favor em diversas votações na Constituinte em relação ao rompimento medidas ligadas a discriminação racial com outros países, horas de trabalho, pagamento de horas extras, períodos de trabalho sem direito a pausa, do voto aos 16 anos, a soberania popular, juros reais de até 12% por ano, vetar o comércio de sangue, encargos da dívida externa com limite e e criar um fundo de base á reforma agrária. Mas também se pronunciou contra em votações relacionadas a pena de morte, aborto, limite no direito relacionado a propriedade privada, presidencialismo, mandato para José Sarney de 5 anos, legalizar o jogo do bicho e anistia para empresários de grande ou pequeno porte.
No começo do ano de 1988 era membro da Comissão do Sistema Financeiro e Tributário na ANC, e no meio do mesmo ano deixou de participar do PMDB ( Partido do Movimento Democrático Brasileiro), para se juntar ao novo partido no Espírito Santo, o Partido da Social Democracia Brasileira. Em razão da promulgação da vigente Carta constitucional de 5 de outubro de 1988, teve a possibilidade de voltar a colaborar com os trabalhos da Câmara dos Deputados, os legislativos ordinários, sendo integrante titular da Comissão da Agricultura.
Foi candidato na reeleição da legenda do PSDB (Partido da Social Democracia Brasileira) em outubro de 1990, mas foi apenas suplente. Um ano depois, no início de 1991, deixa a Câmara dos Deputados  juntamente com o termino de sua legislatura. Em janeiro de 1993 passa  assumir e ser afetivo no mandato, substituindo Paulo Hartung, promovido na prefeitura da cidade de Vitória - ES, foi a favor de medidas apresentadas pelo Executivo para o Congresso, envolvendo imposto em 0,25% em cima de transações bancárias, a formação de um Fundo Social de Emergência (FSE), na qual daria ao governo a capacidade de recolher os recursos do ramo da saúde e da educação e colocar um fim no voto obrigatório.
Entre 1993 e 1994 foi também participante efetivo na Comissão de Viação e Transportes na Câmara dos Deputados, já no Congresso Nacional atuou Comissão Mista de Planos, Orçamentos Públicos e Fiscalização. Com a chegada do fim de sua legislatura em 1995, ausenta-se da Câmara dos Deputados sem ao menos concorrer como candidato nas reeleições que aconteceram no final do ano anterior, que seria em 1994. Entretanto, permaneceu no ramo da política ocupando a posição de delegado regional do Espírito Santo no Ministério da Educação. Em 1999 foi designado pelo governador José Inácio Ferreira, o cargo de diretor de mais uma unidade do Detran ( Departamento Estadual do trânsito),  dessa vez na cidade de Capixaba, e durante o mandando do mesmo, assumiu o cargo na Secretaria da Casa Civil.